# کوچه اقاقیا
کوچهٔ اقاقیا مجموعه تلویزیونی کمدی ایرانی به کارگردانی رضا عطاران محصول سال ۱۳۸۲ است.

## داستان
داستان سریال «کوچه اقاقیا» دربارهٔ مردی پا به سن گذاشته (منوچهر نوذری) است که در خانه قدیمی خود زندگی می‌کند. همسر او گل‌نساء (کتایون امیرابراهیمی) چند سال پیش فوت کرده‌ اما مدتی است که شب‌ها به خواب او می‌آید و دربارهٔ مسائل مختلف با او صحبت می‌کند. گاهی به نصرت خان نوید می‌دهد که به زودی باید بار سفر را بسته و به او بپیوندد. این رؤیاها باعث نگران شدن فرزندان او نسبت به تندرستی پدر و دورهم جمع شدن ایشان در خانه پدری می‌شود. حضور آن‌ها در کنار هم ماجراهای طنزی را رقم می زند که کلیت این مجموعه را تشکیل می‌دهد.

## بازیگران
- منوچهر نوذری در نقش نصرت خان تهرانی
- باقر صحرارودی در نقش میکائیل دربندی (سرایدار)
- شهاب عسگری در نفش فریدون تهرانی (فرزند ارشد خانواده)
- رضا شفیعی‌جم در نقش فرهاد تهرانی
- یوسف تیموری در نقش علیرضا تهرانی (پسر فریدون)
- رضا عطاران در نقش فرامرز تهرانی
- علی صادقی در نقش شهروز (در ابتدای سریال نام وی رضا بود)
- ساقی زینتی در نقش طلعت (همسر میکاییل)
- روشنک عجمیان در نقش گلچهره تهرانی
- کتایون امیرابراهیمی در نقش گلنسا (همسر دوم نصرت خان)
- مجید صالحی در نقش گُشتاسب (همسر دوم گلچهره)
- شقایق دهقان در نقش نیلوفر میرغضب زاده اصل مطلق تاجر کلی و جزئی (همسر فرامرز)
- اکبر دودکار در نقش پزشک خانواده
- کوروش معصومی در نقش شهرام (دوست علی‌رضا)
- محمدرضا حقگو در نقش دکتر افشار (بازیگر مهمان)
- زهره مجابی در نقش مهناز (همسر فرهاد)
- ناصر گیتی‌جاه در نقش آقا نوری (بازیگر مهمان)
- فرخ‌لقا هوشمند (بازیگر مهمان)
- افشین سنگ‌چاپ در نقش ضیا (دوست فرامرز)
- سعید نورالهی در نقش دوست قدیمی نصرت خان
- سیدجلال طباطبایی در نقش معرکه گیر
- خشایار راد در نقش فریبرز حسام (همسر اول گلچهره)
- علیرضا جعفری در نقش مصیب (پسر همسایه)
- یوسف پشندی در نقش آقا غلام، دوست قدیمی نصرت خان
- سامان گلریز در نقش خودش (بازیگر مهمان)
- حسین شهاب در نقش شهرام چرچیل
- عارف لرستانی در نقش جلال، دوست علی‌رضا (بازیگر مهمان)
- فاطمه دانش‌زاد در نقش مادر نیلوفر، مادر زن فرامرز تهرانی